# Hans Clauß
Hans Clauß (Lebensdaten unbekannt) war ein deutscher Fußballspieler.

## Karriere

### Vereine
Clauß gehörte als Abwehrspieler dem Dresdner SC an, für den er in den vom Verband Mitteldeutscher Ballspiel-Vereine ausgetragenen Meisterschaften im Gau Ostsachsen Punktspiele bestritt. Aufgrund von zwei errungenen Meistertitel war seine Mannschaft auch zweimal in der Endrunde um die Deutsche Meisterschaft vertreten, in denen er insgesamt drei Spiele bestritt und zwei Tore erzielte. Sein Debüt krönte er am 10. Mai 1931 beim 8:1-Achtelfinalsieg über den VfB Königsberg mit seinen einzigen Toren, den Treffern zum 6:1 und 8:1 in der 83. und 88. Minute; im anschließenden Viertelfinale am 17. Mai 1931 unterlag er mit seiner Mannschaft Holstein Kiel mit 3:4.
Die Saison 1933/34 in der Gauliga Sachsen schloss er mit der Meisterschaft ab. Mit diesem Erfolg nahm er ein letztes Mal an der Endrunde um die Deutsche Meisterschaft teil und bestritt alle sechs Spiele in der Gruppe D. Als Gruppenzweiter – punktgleich mit dem 1. FC Nürnberg – entschied der bessere Torquotient zugunsten des 1. FC Nürnberg über dessen Weiterkommen.

### Auswahlmannschaft
Als Spieler der Auswahlmannschaft des Verbandes Mitteldeutscher Ballspiel-Vereine kam er im Wettbewerb um den Bundespokal in dem am 19. April 1931 angesetzten Finale im heimischen Stadion am Ostragehege zum Einsatz. Die Begegnung mit der Auswahlmannschaft des Westdeutschen Spiel-Verbandes wurde vor 30.000 Zuschauern mit 3:4 n. V. verloren.

## Erfolge
- Gaumeister Sachsen 1934
- Mitteldeutscher Meister 1931, 1933
- Meister Gau Ostsachsen 1931, 1932, 1933
- Bundespokal-Finalist 1931